# Mónica de Miranda
Mónica de Miranda (Porto, 1976) é uma artista visual e investigadora portuguesa da diáspora angolana, fundadora do projeto Hangar em Lisboa, cujo trabalho é reconhecido por temas de arqueologia urbana e geografias pessoais . Sua plataforma artística é interdisciplinar e mistura desenho, instalação, fotografia e audiovisual nas suas formas expandidas e nas fronteiras entre a ficção e o documentário. Cria e interroga, através da fotografia e da instalação em video, os espaços de complexidade histórica e arquitectónica que descendentes de ex-colonizadores e ex-colonizados ocupam em África e nas diásporas.
A sua obra pode ser encontrada em colecções de inúmeros museus e galerias, entre as quais: Fundação Calouste Gulbenkian, MNAC- Museu do Chiado, MAAT, FAS e o Arquivo Municipal de Lisboa.
Mónica divide o seu trabalho entre Portugal, onde reside, e partes da África lusófona. 

## Percurso
Mónica de Miranda licenciou-se em artes visuais pela Camberwell-College of Arts em Londres, em 1998. Fez o doutoramento pela Universidade de Middlesex também em Londres, em 2014. Mudou-se para Lisboa, depois de viver quase 15 anos na Inglaterra,  onde tirou o pós-doutoramento Centro de Estudos Comparatistas da Universidade de Lisboa.
Expõe seu trabalho regularmente desde 2004 e já participou em várias residências, das quais se destacam - Artchipelago (Instituto Francês, Ilhas Maurícias, 2014), Verbal Eyes (Tate Britain 2009),“Living Together” (British Council/ Iniva, Georgia/London 2008). 
Em 2019 foi uma das seis finalistas no Prémio Novos Artistas Fundação EDP no Museu de Arte, Arquitetura e Tecnologia Moderna (MAAT).

## Obra
Entre as suas exposições destacam-se a participação nas exposições: 
- Arquictectura e Fabricação, no MAAT em Lisboa (2019);
- Panorama, Banco Económico (Luanda,2019);
- Doublethink: Doublevision, Pera Museum (Istambul,2017);
- Daqui Pra Frente, Caixa Cultural (Rio de Janeiro e Brasília, 2017-2018);
- Bienal de Fotografia Vila Franca de Xira (2017);
- Dakar Bienal no Senegal (2016);
- Bienal de Casablanca (2016),
- Addis Foto Fest (2016);
- Encontros Fotográficos de Bamako (2015)
- 14ª Bienal de Arquitectura de Veneza (2014);
- Bienal São Tomé e Príncipe (2013);
- Estado Do Mundo, Fundação Calouste Gulbenkian (2008).

## Reconhecimentos e prémios
- Vencedora da quinta edição do concurso Prémio idealista de Arte Contemporânea 2023, com o projeto “South Circular”.[9][10]

- Nomeada uma das personalidades negras mais influentes da Lusofonia, pela PowerList100 Bantumen[11]
- Em 2021, o Ministério da Cultura português adquiriu uma das suas obras, para integrar a Coleção de Arte Contemporânea do Estado.[12]
- Finalista do Prémio Novos Artistas da Fundação EDP, 2019 [5][13][8]
- Nomeada para o Prémio ao Melhor Trabalho de Fotografia "Geografia Dormente" da SPA, 2019[14]
- Nomeada para o Prémio Novo Banco Photo no Museu Coleção Berardo, 2016[15]
- Nomeada para o Prix Pictet Photo Award, 2016

## Ligações Externas
- Site oficial da artista
- Entrevista em vídeo - Fundação EDP
- Vídeo do Centro Português de Serigrafia sobre Mónica de Miranda